# آی‌تیونز رادیو
آی‌تیونز رادیو یا آی‌تیونز رِیدیو (به انگلیسی: iTunes Radio) سرویس رادیو اینترنتی می‌باشد که توسط اپل ساخته شده است. این سرویس در ۱۰ ژوِئن ۲۰۱۳ و در کنفرانس جهانی توسعه دهندگان اپل معرفی و در تاریخ ۱۸ سپتامبر ۲۰۱۳ و در کنار آی او اس ۷، راه‌اندازی شد.